# MGM Grand Garden Arena
MGM Grand Garden Arena este o arenă multifuncțională situată în cadrul MGM Grand Las Vegas Strip de pe Las Vegas Strip.